# Lauseckerové z Luseku
Lausekerové z Luseku jsou starý česko-rakouský vladycký rod, v 18. století (znovu) povýšený do šlechtického stavu. Podle erbovní pověsti odvozují svůj původ od hradu Louzek na česko-rakouském pomezí. Korespondenci Oldřicha z Rožmberka k roku 1421 zmiňuje Petra Harachéře z Louzku, podle Tomáše Durdíka "majitele či poněkud méně pravděpodobně purkrabího hradu".
Rod na hradě Louzku a poté v blízké Kaplici a Nažidlech sídlil již v letech 1421 a 1490.

## Historie
Ranou historii rodu není možné přesně rekonstruovat, protože rodové písemnosti byly opakovaně zničeny v náboženských válkách při trojím dobytí hradu Louzek (1432, 1611 a 1619). Kaplicko bylo periferií tehdejšího českého státu, takže se obecně potýká s nedostatkem písemných dokumentů.
Historicky doloženým pravděpodobným majitelem hradu Louzek byl Petr Harachéř z Louzku, který byl roku 1419 purkrabím rožmberského hradu Vítkův kámen.
Nejstaršími členy rodu doloženými ve vyšebrodském urbáři a rodových písemnostech byli Vok (Wolfl, 1470-1490), Urban (1510-1560) a Matouš (Matthäus, asi 1539-1639).
Rod po roce 1619 zchudl a téměř sestoupil na úroveň měšťanů. Jeho členové pak působili v městské správě a jako radní jihočeských sídel Jindřichův Hradec, Kaplice a Rychnov nad Malší.
Počátkem 18. století došlo k novému vzestupu části rodu. Jeho členové potom působili coby správci panství a purkrabí, tedy jako úřednická šlechta ve službách velkých pozemkových vlastníků (Lobkoviců a Thurn-Taxisů), případně jako vojáci nebo duchovní.
Jihlavská rodová větev byla roku 1763 (znovu) nobilitována císařovnou Marií Terezií s titulem „šlechtic“ (Edler).

## Osobnosti
Eufemie Lausekerová byla v letech 1678 až 1686 23. abatyší kláštera klarisek v Českém Krumlově.
Václav Lauseker (druhá polovina 17. století) byl jezuitským mnichem v koleji u svatého Michala ve Znojmě. Roku 1692 zapsal stručnou historii rodu, nazývanou Dopis otce Václava.
Leopold Lauseker (19. října 1711, Jihlava  - 27. listopadu 1761 Budyně nad Ohří) byl kanovníkem kolegiátní kapituly svatého Kosmy a Damiána ve Staré Boleslavi, děkanem v Budyni nad Ohří a inspirátorem Dientzenhoferova chrámu svatého Petra a Pavla v Kostelci nad Ohří.
Tomáš Lauseker (1667-1.6.1742 Praha) expeditor u královské komory království Českého, dne 26.7.1735  oddán s Marií Uršulou z Rosenbergů.
Matěj František Lauseker zasloužilý hejtman u Eggenbergů.
Jan Lauseker v letech 1713-20 purkrabí v Bernarticích, 1724  hejtman v Kardašově Řečici, 1726 purkrabí v Týnu nad Vltavou. Manželka Anna Barbora Eva Chřepická z Modlíškovic (1682-28.4.1742 Volyně).
Jiří Václav Lauseker (1682-22.4.1762 Pelhřimov) hejtman vožického panství. Dne 30.1.1714  oddán s Terezií Ludmilou Angelmayerová ze Štrembergu.
Vojtěch Jiří Lauseker (Adalbert Georg, 1720-1767) je pokládán za nejvýznamnější osobnost rodu. Byl taxátorem, depozitorem a expeditorem Desk zemských Království českého, radním města Hradčany (dnes součást Prahy). Císařovna Marie Terezie mu majestátem z 18. října 1763 (znovu) udělila dědičný šlechtický titul jako titul říšský a polepšila mu erb.
Šebestián Šimon Lauseker (20.1.1720 Orlík-7.10.1784 Hostouň č. 47) v letech 1745-1784 farář v Hostouni.
Plukovník Josef Lauseker (1782-1852) byl voják z povolání a účastník protinapoleonských bitev u Aspern (1809) a u Wagramu (1809), kde byl vážně zraněn.
Petr Jindřich Lauseker (1783-1855) byl významný lesník a botanik.

## Erb
V původním erbu byly dvě zkřížené zlaté střely obrácené hroty vzhůru v modrém poli.
Po polepšení znaku roku 1763 se toto znamení ocitlo v prvním a čtvrtém poli čtvrceného štítu. Ve druhém a třetím poli přibyl stříbrný jednorožec ve skoku v červeném poli.
Klenot tvoří dvě zkřížené zlaté střely mezi půlenými buvolími rohy.
Přikryvadla heraldicky vpravo mají modrou a zlatou barvu, přikryvadla heraldicky vlevo mají červenou a stříbrnou barvu.
Turnajová přilba je obrácena heraldicky vpravo.
Podle shodné či podobné erbovní figury (zkřížené střely) mohli být spříznění s pány (Cerhenskými) z Dražovic Archivováno 7. 8. 2020 na Wayback Machine., z Pořešína, ze Služátek a z Vitějovic. Podle základní erbovní figury (střela) mohli spolu s ostatními jmenovanými rody patřit k rozrodu či klientele Bavoroviců (Bavorů ze Strakonic).

## Příbuzenstvo
Spojili se s jihočeskými rody Chřepickými z Modliškovic, s Koci z Dobrše, s tyrolskými Rosenbergy zu Winkl a uherskými Rákóczy z Rágócze.
Podle erbovní pověsti se sami považovali za příbuzné Bavorů ze Strakonic a Harrachů.